# Księga Jozuego

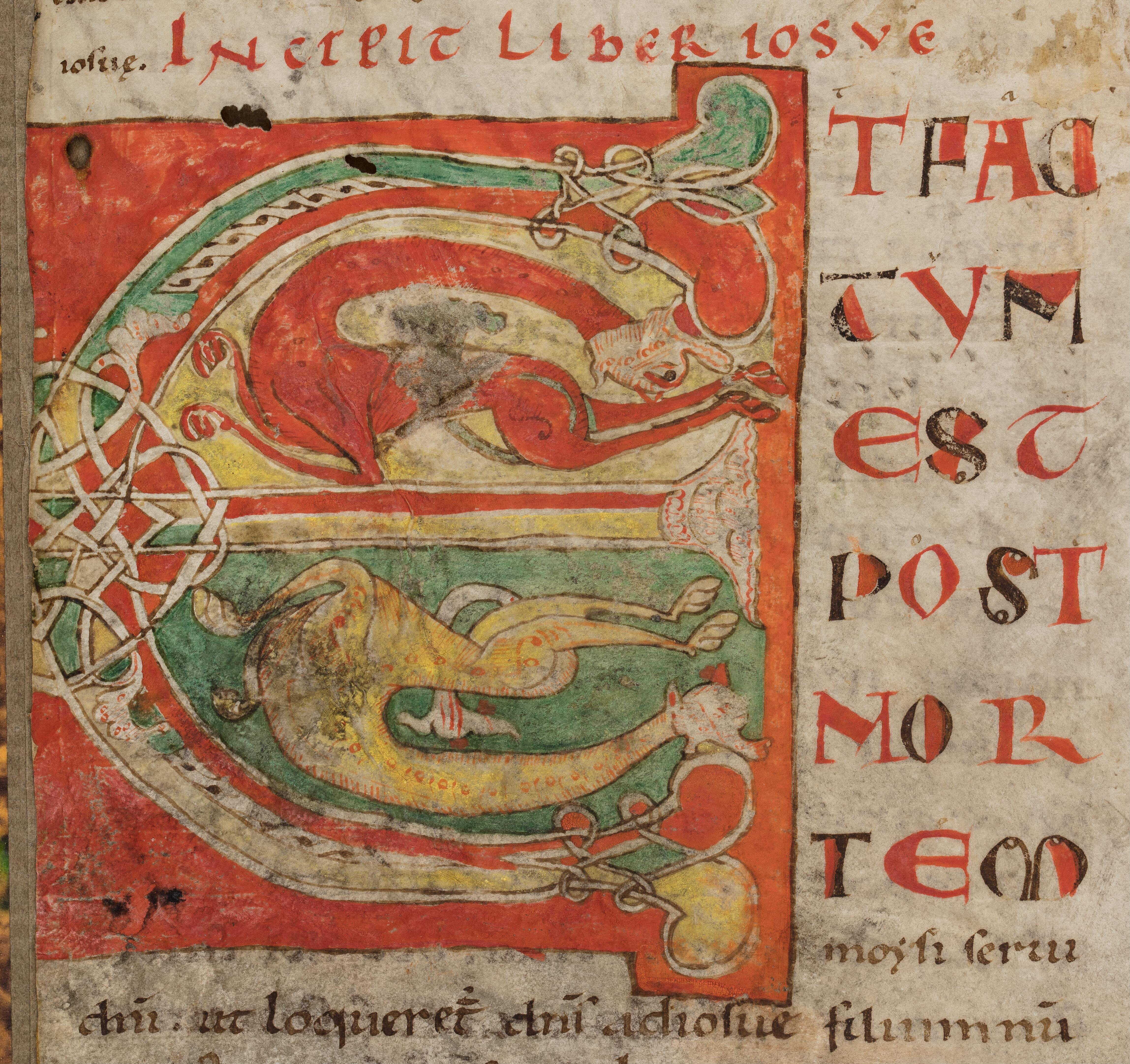
Miniatura zdobiąca początek Księgi Jozuego pochodząca z Biblii łacińskiej z 1. poł. XII w. (Biblioteka Uniwersytecka we Wrocławiu, sygn. I F 21 a)

Księga Jozuego [Joz] (hebr. ‏ספר יהושע‎ Sefer Yĕhôshúa) – szósta księga Starego Testamentu. Zawiera kontynuację wydarzeń opisanych w poprzedniej księdze – Księdze Powtórzonego Prawa. Jest niezależna od Pięcioksięgu. Kanon Żydowski zalicza ją do „Proroków Starszych". Na wyraźny rozdział między Prawem (Tora) a księgami następnymi wskazuje zarówno centralna postać tej księgi, jak i gatunek literacki. Duży wpływ na kompozycje księgi miała tradycja deuteronomiczna. Księga ta zachęca wiernych do wytrwałości w wyznawaniu wiary i niemieszania się z ludnością pogańską (synkretyzm religijny).

## Układ księgi
1) Rozdziały 1–12 opisują wydarzenia związane z przejęciem przez Izraelitów ziemi obiecanej Kanaan.
Jest to szereg opowiadań opisujący walkę zbrojną Jozuego. Bazują one na etiologiach opartych na relacjach z czasów Jozuego. W tej części księgi poszczególne pokolenia Izraela zmieniają koczowniczy tryb życia na osiadły. Często występuje tutaj wyrażenie „aż do dnia dzisiejszego", które sygnalizuje, że przed nim została wyjaśniona etymologiczna nazwa jakiejś krainy, wzgórza lub miejsca.
2) Rozdziały 13–19 przedstawiają podział kraju na ziemie poszczególnych pokoleń, dokonany przez Jozuego, częściowo zaś bieg poszczególnych granic (przynależność miast). Ma trochę inny charakter niż część pierwsza, ale także wywodzi się z dawnych przekazów.
3) Rozdziały 20–24 ukazują zależność całkowitego zajęcia ziemi Kanaan od przestrzegania Prawa, traktowanego już jako zwarta całość. Omawia one problemy związane z przydzieleniem ziemi w części drugiej. Stylizowana też jest na testament Jozuego.

## Treść pierwszej części

### Wybranie Jozuego na przywódcę ludu
Po śmierci Mojżesza na górze Nebo Jahwe wyznacza nowego przywódcę Izraelitów, Jozuego. Miał on za zadanie przeprowadzić lud przez Jordan i podbić ziemię obiecaną – Kanaan. Bóg nakazał mu być mężnym i mocnym, czytać przez dzień i noc Słowo Boże i nie odchodzić od niego ani na prawo, ani na lewo.

### Wysłanie zwiadowców do Jerycha
Wkrótce po objęciu władzy Jozue wydał pierwszy rozkaz: wysłał dwóch zwiadowców do Jerycha, aby zbadali okolicę. Po przybyciu na miejsce, udali się na spoczynek do nierządnicy Rachab. Gdy odpoczywali, król Jerycha wysłał do jej domu strażników. Rachab ukryła ich pod łodygami lnu na dachu swojego domu, a strażnikom odpowiedziała: Rzeczywiście, byli tu jacyś ludzie, ale nie wiedziałam że to Izraelici. Gdy zamykali bramy miasta, oni udali się w stronę Jordanu. Wtedy ludzie królewscy zaczęli ścigać ich aż do Jordanu. Rachab wróciła do zwiadowców na dachu i poprosiła, by podczas podboju Jerycha oszczędzono ją wraz z jej rodziną. Zwiadowcy Jozuego zgodzili się. Następnie poszli w góry i przeczekali tam trzy dni, aż do powrotu strażników z Jerycha.

### Przejście przez Jordan

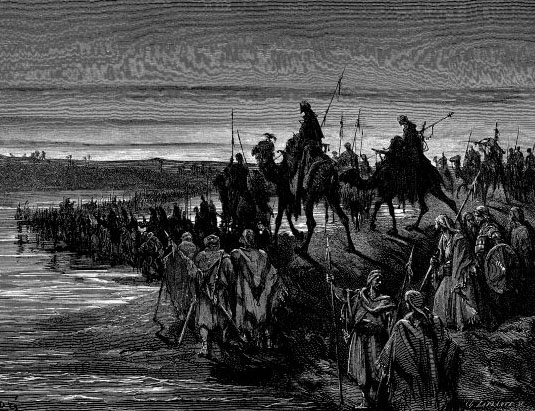
Jozue przekraczający Jordan razem z ludem

Gdy zwiadowcy powrócili do obozu, Jozue rozpoczął przygotowania do przeprawy przez Jordan. Nakazał ludowi, by szedł w odległości 2000 łokci za arką. Gdy kapłani niosący arkę weszli do rzeki Jordan, jej wody zatrzymały się. Izraelici mogli przejść suchą stopą na drugi brzeg.

### Pamiątka
Gdy cały naród przeszedł przez Jordan, Jozue nakazał 12 przedstawicielom pokoleń, by wzięli 12 kamieni i ułożyli je w miejscu, gdzie stał ich obóz. Miały one być znakiem dla następnych pokoleń Izraelitów, że kiedyś przeszli przez Jordan. Oprócz tego Jozue ustawił dodatkowe 12 kamieni w miejscu, gdzie stali kapłani w Jordanie.

### Obrzezanie
Po przejściu przez Jordan Jozue obrzezał całe pokolenie Izraelitów, ponieważ nie zostało ono jeszcze obrzezane. Zrobił to na wzgórzu Aralot w Gilgal. Do obrzezania użył noży z krzemienia.

### Wódz zastępów Jahwe odwiedza Jozuego
Wieczorem Jozue zobaczył nieznaną postać z mieczem. Był to Wódz zastępów Jahwe. Oznajmił mu, że ziemia, na której stoi, jest święta, i kazał mu zdjąć sandały. To znaczyło, że ziemia ta jest dana Jozuemu i Izraelitom.

### PodbicieJerycha
Bóg wydał polecenie Jozuemu, by okrążał z całym ludem Jerycho przez sześć dni jeden raz dziennie. Siódmego dnia mieli okrążyć je siedem razy i wydać wraz z całym ludem głośny okrzyk wojenny. Miało to zrobić siedmiu kapłanów z pokolenia lewitów niosących siedem trąb z rogów baranich razem z obstawą wojskową z przodu i z tyłu. Jozue uczynił tak, jak mu nakazał Pan Bóg, i wtedy mury miasta legły w gruzach. Zabito wtedy całą ludność Jerycha, króla powieszono, a wszystkie dobra materialne obłożono klątwą – nikt nie mógł sobie nic przywłaszczyć, ponieważ zostały one przeznaczone dla skarbca pańskiego. Ocalała jedynie Rachab i cała jej rodzina.

### Klęska podAj
Następnym miastem, które zostało podbite przez Izraelitów, było Aj. By dobrze przygotować się do walki, Jozue ponownie wysłał zwiadowców do miasta. Po powrocie oznajmili mu, że nie potrzeba wysyłać całej armii, wystarczy tylko 3000 mężów. Gdy stanęli na polu bitwy, okazało się, że armia wroga jest zdecydowanie większa od tej podanej przez zwiadowców – to zmusiło armię Jozuego do ucieczki. Zginęło wtedy około 36 ludzi. Po tym wydarzeniu Jozue leżał cały dzień na ziemi na znak pokuty. Wtedy przemówił Jahwe – ktoś z ludu dopuścił się świętokradztwa.

### Zadośćuczynienie
Izraelici chcieli ukarać winnych, więc postanowili wskazać winnego poprzez los. Akan z pokolenia Judy okazał się winny. W ramach pokuty Izraelici ukamienowali go, a rodzinę jego spalili razem z całym dobytkiem w dolinie Akor.

### Nowy plan przeciw Aj
Gdy zadośćuczynienie zostało dokonane, opracowano nowy plan podboju Aj. Zakładał on zasadzkę, która polegała na zaatakowaniu  miasta z dwóch stron. Pierwsza armia miała wyprowadzić armię wroga z miasta, daleko na pustynię, podczas gdy druga – dostać się bez przeszkód do środka. Ten plan zrealizowany z pomocą Bożą został zakończony sukcesem. Mieszkańcy zostali wytraceni, a król powieszony. Tym razem Bóg zezwolił zagarnąć wszystko, co przedstawiało jakąkolwiek wartość.

### Ołtarz
Po zajęciu Aj Jozue wzniósł ołtarz z kamieni nieociosanych na górze Ebal, który stoi aż do dziś.

### Podstęp Gibeonitów
Następne wydarzenie to oszustwo Gibeonitów, którzy zapewnili sobie nietykalność Izraelitów udając, że pochodzą z dalekiego kraju. Podstęp został ujawniony, mimo to Gibeonitom darowano życie, zostali jednak zmuszeni do niewolniczej pracy na rzecz Izraelitów.

### Koalicja Amorejska

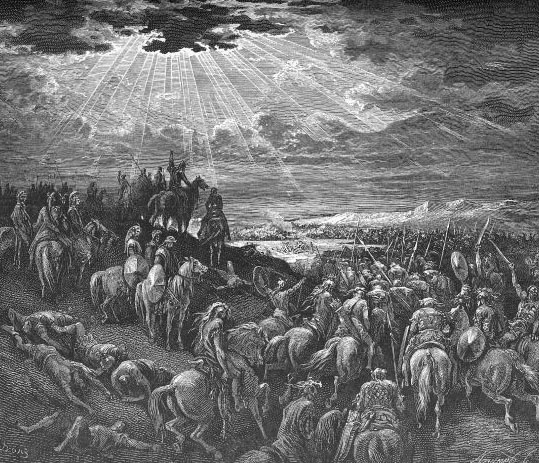
Jozue wstrzymuje słońce, grafika Gustave Doré

Przeciw Izraelitom zawiązał się sojusz pięciu miast: Jerozolimy, Hebronu, Jarmutu, Lakiszu i Eglonu. Wojska sojuszników zostały jednak pokonane dzięki pomocy Boga, który spuścił na nich z nieba deszcz kamieni. W odpowiedzi na modlitwę Jozuego Pan zatrzymał ruch Słońca na niebie i wydłużył dzień, dzięki czemu Izraelici mogli zgładzić wszystkich uciekających w popłochu przeciwników.

### Podbicie resztyKanaanu
Ostatecznie, po dalszych potyczkach, Izraelici opanowali całą ziemię Kanaan, dzieląc ją pośród pokoleń Izraelskich i ustanawiając miasta ucieczki i miasta lewickie.

## Treść drugiej części
Druga część księgi opisuje podział kraju kananejskiego pośród pokoleń Izraela. Każde pokolenie wywodziło się z potomstwa jednego z synów Jakuba. Było ich łącznie 12 (por. Rdz 29):
1. Ruben
2. Symeon
3. Lewi
4. Juda
5. Issachar
6. Aser
7. Gad
8. Dan
9. Neftali
10. Beniamin
11. Zabulon
12. Manasses (jeden z synów Józefa)
13. Efraim (jeden z synów Józefa)

Synowie Józefa utworzyli dwa pokolenia. Synowie Lewiego (Lewici) nie otrzymali ziemi (oprócz kilku miast), a mieszkali pośród wszystkich plemion pełniąc funkcje kapłańskie.

## Treść trzeciej części
Trzecią część księgi stanowi opis odnowienia przymierza w Sychem. Jozue, przypominając zgromadzeniu dzieła, które uczynił dla nich Bóg w przeszłości, domaga się zobowiązania do służby Jahwe, pozostawiając jednak możliwość wyboru. Izraelici zdecydowali się potwierdzić swój udział w przymierzu z Jahwe, w wyniku czego przymierze zostało odnowione. Księga kończy się opisem śmierci Jozuego.
Dalsze wydarzenia Izraela opisuje Księga Sędziów.

## Autentyczność
Zatrzymanie wód Jordanu (koło Adamu) jest możliwe do wytłumaczenia, gdyż na wiosnę rzeka przybiera. Kronikarze arabscy podają, że w 1267 r. rzeka przestała płynąć na cały dzień, gdyż przybór wód spowodował podmycie brzegów i zablokowanie jej koryta (za Biblią Tysiąclecia, wyd. Ossolineum).